# Dimitri Zamiatnine
Dimitri Zamiatnine (en russe : Дмитрий Николаевич Замятнин) est un homme politique russe. Il fut ministre de la Justice du 21 octobre 1862 au 18 avril 1867.
Dimitri Zamiatnine appartint au Comité secret présidé par le comte Dimitri Bloudov et créé par Alexandre II de Russie en 1861. Les membres de ce comité eurent pour tâche de réformer le dispositif de la Justice impériale russe en s'inspirant des modèles européens les plus élaborés. Devant le peu de résultats et l'attentisme des membres de ce Comité secret, à l'automne 1861, Alexandre II de Russie y fit entrer le très libéral Dimitri Zamiatnine.  Le 21 octobre 1861, le tsar le nomma ministre de la Justice, il resta à ce poste jusqu'au 18 avril 1867. Il sera par la suite membre du Conseil d'État et, à partir de 1873, membre de l'association caritative impériale. Il reçoit pour ses services l'Ordre de Saint-Alexandre Nevski.
Dimitri Zamiatnine est enterré au cimetière Saint-Nicolas de Saint-Pétersbourg.